# Santa Maria del Cedro
Santa Maria del Cedro é uma comuna italiana da região da Calábria, província de Cosenza, com cerca de 4.828 habitantes. Estende-se por uma área de 18 km², tendo uma densidade populacional de 268 hab/km². Faz fronteira com Grisolia, Orsomarso, Scalea, Verbicaro.

## Demografia
| Variação demográfica do município entre 1861 e 2011                               |
|                                                                                   |
| Fonte: Istituto Nazionale di Statistica (ISTAT) - Elaboração gráfica da Wikipedia |